# Бікоса тема
Те́ма Бікоса — тема в шаховій композиції. Суть теми — у фазах двоходівки, щонайменше на два одних і тих же захисти чорних, проходить чергування матуючих ходів зі взяттям і без взяття чорної фігури.

## Історія
Ідею запропонував у 1948 році ХХ століття шаховий композитор з Греції Спірос Бікос (22.08.1911 — 23.09.1987).
В першій фазі двоходівки на один з захистів чорних проходить мат зі взяттям чорної фігури, а на інший захист без взяття, а в другій фазі на той захист, що в попередній фазі, був мат зі взяттям — тепер без взяття, а на другий захист навпаки — тепер зі взяттям, а в попередній фазі мат був без взяття.
Ідея дістала назву — тема Бікоса.
|   | a | b | c | d | e | f | g | h |   |
| 8 | h8 білий слон · d7 чорний пішак · f7 білий ферзь · h7 чорний слон · d6 чорний пішак · h6 чорний слон · b5 біла тура · a4 чорна тура · e4 чорний король · f4 білий пішак · a3 білий пішак · e3 чорний пішак · f3 білий кінь · g3 біла тура · b2 білий король · c2 чорний кінь · h2 чорна тура · b1 білий слон · c1 білий кінь | h8 білий слон · d7 чорний пішак · f7 білий ферзь · h7 чорний слон · d6 чорний пішак · h6 чорний слон · b5 біла тура · a4 чорна тура · e4 чорний король · f4 білий пішак · a3 білий пішак · e3 чорний пішак · f3 білий кінь · g3 біла тура · b2 білий король · c2 чорний кінь · h2 чорна тура · b1 білий слон · c1 білий кінь | h8 білий слон · d7 чорний пішак · f7 білий ферзь · h7 чорний слон · d6 чорний пішак · h6 чорний слон · b5 біла тура · a4 чорна тура · e4 чорний король · f4 білий пішак · a3 білий пішак · e3 чорний пішак · f3 білий кінь · g3 біла тура · b2 білий король · c2 чорний кінь · h2 чорна тура · b1 білий слон · c1 білий кінь | h8 білий слон · d7 чорний пішак · f7 білий ферзь · h7 чорний слон · d6 чорний пішак · h6 чорний слон · b5 біла тура · a4 чорна тура · e4 чорний король · f4 білий пішак · a3 білий пішак · e3 чорний пішак · f3 білий кінь · g3 біла тура · b2 білий король · c2 чорний кінь · h2 чорна тура · b1 білий слон · c1 білий кінь | h8 білий слон · d7 чорний пішак · f7 білий ферзь · h7 чорний слон · d6 чорний пішак · h6 чорний слон · b5 біла тура · a4 чорна тура · e4 чорний король · f4 білий пішак · a3 білий пішак · e3 чорний пішак · f3 білий кінь · g3 біла тура · b2 білий король · c2 чорний кінь · h2 чорна тура · b1 білий слон · c1 білий кінь | h8 білий слон · d7 чорний пішак · f7 білий ферзь · h7 чорний слон · d6 чорний пішак · h6 чорний слон · b5 біла тура · a4 чорна тура · e4 чорний король · f4 білий пішак · a3 білий пішак · e3 чорний пішак · f3 білий кінь · g3 біла тура · b2 білий король · c2 чорний кінь · h2 чорна тура · b1 білий слон · c1 білий кінь | h8 білий слон · d7 чорний пішак · f7 білий ферзь · h7 чорний слон · d6 чорний пішак · h6 чорний слон · b5 біла тура · a4 чорна тура · e4 чорний король · f4 білий пішак · a3 білий пішак · e3 чорний пішак · f3 білий кінь · g3 біла тура · b2 білий король · c2 чорний кінь · h2 чорна тура · b1 білий слон · c1 білий кінь | h8 білий слон · d7 чорний пішак · f7 білий ферзь · h7 чорний слон · d6 чорний пішак · h6 чорний слон · b5 біла тура · a4 чорна тура · e4 чорний король · f4 білий пішак · a3 білий пішак · e3 чорний пішак · f3 білий кінь · g3 біла тура · b2 білий король · c2 чорний кінь · h2 чорна тура · b1 білий слон · c1 білий кінь | 8 |
| 7 | h8 білий слон · d7 чорний пішак · f7 білий ферзь · h7 чорний слон · d6 чорний пішак · h6 чорний слон · b5 біла тура · a4 чорна тура · e4 чорний король · f4 білий пішак · a3 білий пішак · e3 чорний пішак · f3 білий кінь · g3 біла тура · b2 білий король · c2 чорний кінь · h2 чорна тура · b1 білий слон · c1 білий кінь | h8 білий слон · d7 чорний пішак · f7 білий ферзь · h7 чорний слон · d6 чорний пішак · h6 чорний слон · b5 біла тура · a4 чорна тура · e4 чорний король · f4 білий пішак · a3 білий пішак · e3 чорний пішак · f3 білий кінь · g3 біла тура · b2 білий король · c2 чорний кінь · h2 чорна тура · b1 білий слон · c1 білий кінь | h8 білий слон · d7 чорний пішак · f7 білий ферзь · h7 чорний слон · d6 чорний пішак · h6 чорний слон · b5 біла тура · a4 чорна тура · e4 чорний король · f4 білий пішак · a3 білий пішак · e3 чорний пішак · f3 білий кінь · g3 біла тура · b2 білий король · c2 чорний кінь · h2 чорна тура · b1 білий слон · c1 білий кінь | h8 білий слон · d7 чорний пішак · f7 білий ферзь · h7 чорний слон · d6 чорний пішак · h6 чорний слон · b5 біла тура · a4 чорна тура · e4 чорний король · f4 білий пішак · a3 білий пішак · e3 чорний пішак · f3 білий кінь · g3 біла тура · b2 білий король · c2 чорний кінь · h2 чорна тура · b1 білий слон · c1 білий кінь | h8 білий слон · d7 чорний пішак · f7 білий ферзь · h7 чорний слон · d6 чорний пішак · h6 чорний слон · b5 біла тура · a4 чорна тура · e4 чорний король · f4 білий пішак · a3 білий пішак · e3 чорний пішак · f3 білий кінь · g3 біла тура · b2 білий король · c2 чорний кінь · h2 чорна тура · b1 білий слон · c1 білий кінь | h8 білий слон · d7 чорний пішак · f7 білий ферзь · h7 чорний слон · d6 чорний пішак · h6 чорний слон · b5 біла тура · a4 чорна тура · e4 чорний король · f4 білий пішак · a3 білий пішак · e3 чорний пішак · f3 білий кінь · g3 біла тура · b2 білий король · c2 чорний кінь · h2 чорна тура · b1 білий слон · c1 білий кінь | h8 білий слон · d7 чорний пішак · f7 білий ферзь · h7 чорний слон · d6 чорний пішак · h6 чорний слон · b5 біла тура · a4 чорна тура · e4 чорний король · f4 білий пішак · a3 білий пішак · e3 чорний пішак · f3 білий кінь · g3 біла тура · b2 білий король · c2 чорний кінь · h2 чорна тура · b1 білий слон · c1 білий кінь | h8 білий слон · d7 чорний пішак · f7 білий ферзь · h7 чорний слон · d6 чорний пішак · h6 чорний слон · b5 біла тура · a4 чорна тура · e4 чорний король · f4 білий пішак · a3 білий пішак · e3 чорний пішак · f3 білий кінь · g3 біла тура · b2 білий король · c2 чорний кінь · h2 чорна тура · b1 білий слон · c1 білий кінь | 7 |
| 6 | h8 білий слон · d7 чорний пішак · f7 білий ферзь · h7 чорний слон · d6 чорний пішак · h6 чорний слон · b5 біла тура · a4 чорна тура · e4 чорний король · f4 білий пішак · a3 білий пішак · e3 чорний пішак · f3 білий кінь · g3 біла тура · b2 білий король · c2 чорний кінь · h2 чорна тура · b1 білий слон · c1 білий кінь | h8 білий слон · d7 чорний пішак · f7 білий ферзь · h7 чорний слон · d6 чорний пішак · h6 чорний слон · b5 біла тура · a4 чорна тура · e4 чорний король · f4 білий пішак · a3 білий пішак · e3 чорний пішак · f3 білий кінь · g3 біла тура · b2 білий король · c2 чорний кінь · h2 чорна тура · b1 білий слон · c1 білий кінь | h8 білий слон · d7 чорний пішак · f7 білий ферзь · h7 чорний слон · d6 чорний пішак · h6 чорний слон · b5 біла тура · a4 чорна тура · e4 чорний король · f4 білий пішак · a3 білий пішак · e3 чорний пішак · f3 білий кінь · g3 біла тура · b2 білий король · c2 чорний кінь · h2 чорна тура · b1 білий слон · c1 білий кінь | h8 білий слон · d7 чорний пішак · f7 білий ферзь · h7 чорний слон · d6 чорний пішак · h6 чорний слон · b5 біла тура · a4 чорна тура · e4 чорний король · f4 білий пішак · a3 білий пішак · e3 чорний пішак · f3 білий кінь · g3 біла тура · b2 білий король · c2 чорний кінь · h2 чорна тура · b1 білий слон · c1 білий кінь | h8 білий слон · d7 чорний пішак · f7 білий ферзь · h7 чорний слон · d6 чорний пішак · h6 чорний слон · b5 біла тура · a4 чорна тура · e4 чорний король · f4 білий пішак · a3 білий пішак · e3 чорний пішак · f3 білий кінь · g3 біла тура · b2 білий король · c2 чорний кінь · h2 чорна тура · b1 білий слон · c1 білий кінь | h8 білий слон · d7 чорний пішак · f7 білий ферзь · h7 чорний слон · d6 чорний пішак · h6 чорний слон · b5 біла тура · a4 чорна тура · e4 чорний король · f4 білий пішак · a3 білий пішак · e3 чорний пішак · f3 білий кінь · g3 біла тура · b2 білий король · c2 чорний кінь · h2 чорна тура · b1 білий слон · c1 білий кінь | h8 білий слон · d7 чорний пішак · f7 білий ферзь · h7 чорний слон · d6 чорний пішак · h6 чорний слон · b5 біла тура · a4 чорна тура · e4 чорний король · f4 білий пішак · a3 білий пішак · e3 чорний пішак · f3 білий кінь · g3 біла тура · b2 білий король · c2 чорний кінь · h2 чорна тура · b1 білий слон · c1 білий кінь | h8 білий слон · d7 чорний пішак · f7 білий ферзь · h7 чорний слон · d6 чорний пішак · h6 чорний слон · b5 біла тура · a4 чорна тура · e4 чорний король · f4 білий пішак · a3 білий пішак · e3 чорний пішак · f3 білий кінь · g3 біла тура · b2 білий король · c2 чорний кінь · h2 чорна тура · b1 білий слон · c1 білий кінь | 6 |
| 5 | h8 білий слон · d7 чорний пішак · f7 білий ферзь · h7 чорний слон · d6 чорний пішак · h6 чорний слон · b5 біла тура · a4 чорна тура · e4 чорний король · f4 білий пішак · a3 білий пішак · e3 чорний пішак · f3 білий кінь · g3 біла тура · b2 білий король · c2 чорний кінь · h2 чорна тура · b1 білий слон · c1 білий кінь | h8 білий слон · d7 чорний пішак · f7 білий ферзь · h7 чорний слон · d6 чорний пішак · h6 чорний слон · b5 біла тура · a4 чорна тура · e4 чорний король · f4 білий пішак · a3 білий пішак · e3 чорний пішак · f3 білий кінь · g3 біла тура · b2 білий король · c2 чорний кінь · h2 чорна тура · b1 білий слон · c1 білий кінь | h8 білий слон · d7 чорний пішак · f7 білий ферзь · h7 чорний слон · d6 чорний пішак · h6 чорний слон · b5 біла тура · a4 чорна тура · e4 чорний король · f4 білий пішак · a3 білий пішак · e3 чорний пішак · f3 білий кінь · g3 біла тура · b2 білий король · c2 чорний кінь · h2 чорна тура · b1 білий слон · c1 білий кінь | h8 білий слон · d7 чорний пішак · f7 білий ферзь · h7 чорний слон · d6 чорний пішак · h6 чорний слон · b5 біла тура · a4 чорна тура · e4 чорний король · f4 білий пішак · a3 білий пішак · e3 чорний пішак · f3 білий кінь · g3 біла тура · b2 білий король · c2 чорний кінь · h2 чорна тура · b1 білий слон · c1 білий кінь | h8 білий слон · d7 чорний пішак · f7 білий ферзь · h7 чорний слон · d6 чорний пішак · h6 чорний слон · b5 біла тура · a4 чорна тура · e4 чорний король · f4 білий пішак · a3 білий пішак · e3 чорний пішак · f3 білий кінь · g3 біла тура · b2 білий король · c2 чорний кінь · h2 чорна тура · b1 білий слон · c1 білий кінь | h8 білий слон · d7 чорний пішак · f7 білий ферзь · h7 чорний слон · d6 чорний пішак · h6 чорний слон · b5 біла тура · a4 чорна тура · e4 чорний король · f4 білий пішак · a3 білий пішак · e3 чорний пішак · f3 білий кінь · g3 біла тура · b2 білий король · c2 чорний кінь · h2 чорна тура · b1 білий слон · c1 білий кінь | h8 білий слон · d7 чорний пішак · f7 білий ферзь · h7 чорний слон · d6 чорний пішак · h6 чорний слон · b5 біла тура · a4 чорна тура · e4 чорний король · f4 білий пішак · a3 білий пішак · e3 чорний пішак · f3 білий кінь · g3 біла тура · b2 білий король · c2 чорний кінь · h2 чорна тура · b1 білий слон · c1 білий кінь | h8 білий слон · d7 чорний пішак · f7 білий ферзь · h7 чорний слон · d6 чорний пішак · h6 чорний слон · b5 біла тура · a4 чорна тура · e4 чорний король · f4 білий пішак · a3 білий пішак · e3 чорний пішак · f3 білий кінь · g3 біла тура · b2 білий король · c2 чорний кінь · h2 чорна тура · b1 білий слон · c1 білий кінь | 5 |
| 4 | h8 білий слон · d7 чорний пішак · f7 білий ферзь · h7 чорний слон · d6 чорний пішак · h6 чорний слон · b5 біла тура · a4 чорна тура · e4 чорний король · f4 білий пішак · a3 білий пішак · e3 чорний пішак · f3 білий кінь · g3 біла тура · b2 білий король · c2 чорний кінь · h2 чорна тура · b1 білий слон · c1 білий кінь | h8 білий слон · d7 чорний пішак · f7 білий ферзь · h7 чорний слон · d6 чорний пішак · h6 чорний слон · b5 біла тура · a4 чорна тура · e4 чорний король · f4 білий пішак · a3 білий пішак · e3 чорний пішак · f3 білий кінь · g3 біла тура · b2 білий король · c2 чорний кінь · h2 чорна тура · b1 білий слон · c1 білий кінь | h8 білий слон · d7 чорний пішак · f7 білий ферзь · h7 чорний слон · d6 чорний пішак · h6 чорний слон · b5 біла тура · a4 чорна тура · e4 чорний король · f4 білий пішак · a3 білий пішак · e3 чорний пішак · f3 білий кінь · g3 біла тура · b2 білий король · c2 чорний кінь · h2 чорна тура · b1 білий слон · c1 білий кінь | h8 білий слон · d7 чорний пішак · f7 білий ферзь · h7 чорний слон · d6 чорний пішак · h6 чорний слон · b5 біла тура · a4 чорна тура · e4 чорний король · f4 білий пішак · a3 білий пішак · e3 чорний пішак · f3 білий кінь · g3 біла тура · b2 білий король · c2 чорний кінь · h2 чорна тура · b1 білий слон · c1 білий кінь | h8 білий слон · d7 чорний пішак · f7 білий ферзь · h7 чорний слон · d6 чорний пішак · h6 чорний слон · b5 біла тура · a4 чорна тура · e4 чорний король · f4 білий пішак · a3 білий пішак · e3 чорний пішак · f3 білий кінь · g3 біла тура · b2 білий король · c2 чорний кінь · h2 чорна тура · b1 білий слон · c1 білий кінь | h8 білий слон · d7 чорний пішак · f7 білий ферзь · h7 чорний слон · d6 чорний пішак · h6 чорний слон · b5 біла тура · a4 чорна тура · e4 чорний король · f4 білий пішак · a3 білий пішак · e3 чорний пішак · f3 білий кінь · g3 біла тура · b2 білий король · c2 чорний кінь · h2 чорна тура · b1 білий слон · c1 білий кінь | h8 білий слон · d7 чорний пішак · f7 білий ферзь · h7 чорний слон · d6 чорний пішак · h6 чорний слон · b5 біла тура · a4 чорна тура · e4 чорний король · f4 білий пішак · a3 білий пішак · e3 чорний пішак · f3 білий кінь · g3 біла тура · b2 білий король · c2 чорний кінь · h2 чорна тура · b1 білий слон · c1 білий кінь | h8 білий слон · d7 чорний пішак · f7 білий ферзь · h7 чорний слон · d6 чорний пішак · h6 чорний слон · b5 біла тура · a4 чорна тура · e4 чорний король · f4 білий пішак · a3 білий пішак · e3 чорний пішак · f3 білий кінь · g3 біла тура · b2 білий король · c2 чорний кінь · h2 чорна тура · b1 білий слон · c1 білий кінь | 4 |
| 3 | h8 білий слон · d7 чорний пішак · f7 білий ферзь · h7 чорний слон · d6 чорний пішак · h6 чорний слон · b5 біла тура · a4 чорна тура · e4 чорний король · f4 білий пішак · a3 білий пішак · e3 чорний пішак · f3 білий кінь · g3 біла тура · b2 білий король · c2 чорний кінь · h2 чорна тура · b1 білий слон · c1 білий кінь | h8 білий слон · d7 чорний пішак · f7 білий ферзь · h7 чорний слон · d6 чорний пішак · h6 чорний слон · b5 біла тура · a4 чорна тура · e4 чорний король · f4 білий пішак · a3 білий пішак · e3 чорний пішак · f3 білий кінь · g3 біла тура · b2 білий король · c2 чорний кінь · h2 чорна тура · b1 білий слон · c1 білий кінь | h8 білий слон · d7 чорний пішак · f7 білий ферзь · h7 чорний слон · d6 чорний пішак · h6 чорний слон · b5 біла тура · a4 чорна тура · e4 чорний король · f4 білий пішак · a3 білий пішак · e3 чорний пішак · f3 білий кінь · g3 біла тура · b2 білий король · c2 чорний кінь · h2 чорна тура · b1 білий слон · c1 білий кінь | h8 білий слон · d7 чорний пішак · f7 білий ферзь · h7 чорний слон · d6 чорний пішак · h6 чорний слон · b5 біла тура · a4 чорна тура · e4 чорний король · f4 білий пішак · a3 білий пішак · e3 чорний пішак · f3 білий кінь · g3 біла тура · b2 білий король · c2 чорний кінь · h2 чорна тура · b1 білий слон · c1 білий кінь | h8 білий слон · d7 чорний пішак · f7 білий ферзь · h7 чорний слон · d6 чорний пішак · h6 чорний слон · b5 біла тура · a4 чорна тура · e4 чорний король · f4 білий пішак · a3 білий пішак · e3 чорний пішак · f3 білий кінь · g3 біла тура · b2 білий король · c2 чорний кінь · h2 чорна тура · b1 білий слон · c1 білий кінь | h8 білий слон · d7 чорний пішак · f7 білий ферзь · h7 чорний слон · d6 чорний пішак · h6 чорний слон · b5 біла тура · a4 чорна тура · e4 чорний король · f4 білий пішак · a3 білий пішак · e3 чорний пішак · f3 білий кінь · g3 біла тура · b2 білий король · c2 чорний кінь · h2 чорна тура · b1 білий слон · c1 білий кінь | h8 білий слон · d7 чорний пішак · f7 білий ферзь · h7 чорний слон · d6 чорний пішак · h6 чорний слон · b5 біла тура · a4 чорна тура · e4 чорний король · f4 білий пішак · a3 білий пішак · e3 чорний пішак · f3 білий кінь · g3 біла тура · b2 білий король · c2 чорний кінь · h2 чорна тура · b1 білий слон · c1 білий кінь | h8 білий слон · d7 чорний пішак · f7 білий ферзь · h7 чорний слон · d6 чорний пішак · h6 чорний слон · b5 біла тура · a4 чорна тура · e4 чорний король · f4 білий пішак · a3 білий пішак · e3 чорний пішак · f3 білий кінь · g3 біла тура · b2 білий король · c2 чорний кінь · h2 чорна тура · b1 білий слон · c1 білий кінь | 3 |
| 2 | h8 білий слон · d7 чорний пішак · f7 білий ферзь · h7 чорний слон · d6 чорний пішак · h6 чорний слон · b5 біла тура · a4 чорна тура · e4 чорний король · f4 білий пішак · a3 білий пішак · e3 чорний пішак · f3 білий кінь · g3 біла тура · b2 білий король · c2 чорний кінь · h2 чорна тура · b1 білий слон · c1 білий кінь | h8 білий слон · d7 чорний пішак · f7 білий ферзь · h7 чорний слон · d6 чорний пішак · h6 чорний слон · b5 біла тура · a4 чорна тура · e4 чорний король · f4 білий пішак · a3 білий пішак · e3 чорний пішак · f3 білий кінь · g3 біла тура · b2 білий король · c2 чорний кінь · h2 чорна тура · b1 білий слон · c1 білий кінь | h8 білий слон · d7 чорний пішак · f7 білий ферзь · h7 чорний слон · d6 чорний пішак · h6 чорний слон · b5 біла тура · a4 чорна тура · e4 чорний король · f4 білий пішак · a3 білий пішак · e3 чорний пішак · f3 білий кінь · g3 біла тура · b2 білий король · c2 чорний кінь · h2 чорна тура · b1 білий слон · c1 білий кінь | h8 білий слон · d7 чорний пішак · f7 білий ферзь · h7 чорний слон · d6 чорний пішак · h6 чорний слон · b5 біла тура · a4 чорна тура · e4 чорний король · f4 білий пішак · a3 білий пішак · e3 чорний пішак · f3 білий кінь · g3 біла тура · b2 білий король · c2 чорний кінь · h2 чорна тура · b1 білий слон · c1 білий кінь | h8 білий слон · d7 чорний пішак · f7 білий ферзь · h7 чорний слон · d6 чорний пішак · h6 чорний слон · b5 біла тура · a4 чорна тура · e4 чорний король · f4 білий пішак · a3 білий пішак · e3 чорний пішак · f3 білий кінь · g3 біла тура · b2 білий король · c2 чорний кінь · h2 чорна тура · b1 білий слон · c1 білий кінь | h8 білий слон · d7 чорний пішак · f7 білий ферзь · h7 чорний слон · d6 чорний пішак · h6 чорний слон · b5 біла тура · a4 чорна тура · e4 чорний король · f4 білий пішак · a3 білий пішак · e3 чорний пішак · f3 білий кінь · g3 біла тура · b2 білий король · c2 чорний кінь · h2 чорна тура · b1 білий слон · c1 білий кінь | h8 білий слон · d7 чорний пішак · f7 білий ферзь · h7 чорний слон · d6 чорний пішак · h6 чорний слон · b5 біла тура · a4 чорна тура · e4 чорний король · f4 білий пішак · a3 білий пішак · e3 чорний пішак · f3 білий кінь · g3 біла тура · b2 білий король · c2 чорний кінь · h2 чорна тура · b1 білий слон · c1 білий кінь | h8 білий слон · d7 чорний пішак · f7 білий ферзь · h7 чорний слон · d6 чорний пішак · h6 чорний слон · b5 біла тура · a4 чорна тура · e4 чорний король · f4 білий пішак · a3 білий пішак · e3 чорний пішак · f3 білий кінь · g3 біла тура · b2 білий король · c2 чорний кінь · h2 чорна тура · b1 білий слон · c1 білий кінь | 2 |
| 1 | h8 білий слон · d7 чорний пішак · f7 білий ферзь · h7 чорний слон · d6 чорний пішак · h6 чорний слон · b5 біла тура · a4 чорна тура · e4 чорний король · f4 білий пішак · a3 білий пішак · e3 чорний пішак · f3 білий кінь · g3 біла тура · b2 білий король · c2 чорний кінь · h2 чорна тура · b1 білий слон · c1 білий кінь | h8 білий слон · d7 чорний пішак · f7 білий ферзь · h7 чорний слон · d6 чорний пішак · h6 чорний слон · b5 біла тура · a4 чорна тура · e4 чорний король · f4 білий пішак · a3 білий пішак · e3 чорний пішак · f3 білий кінь · g3 біла тура · b2 білий король · c2 чорний кінь · h2 чорна тура · b1 білий слон · c1 білий кінь | h8 білий слон · d7 чорний пішак · f7 білий ферзь · h7 чорний слон · d6 чорний пішак · h6 чорний слон · b5 біла тура · a4 чорна тура · e4 чорний король · f4 білий пішак · a3 білий пішак · e3 чорний пішак · f3 білий кінь · g3 біла тура · b2 білий король · c2 чорний кінь · h2 чорна тура · b1 білий слон · c1 білий кінь | h8 білий слон · d7 чорний пішак · f7 білий ферзь · h7 чорний слон · d6 чорний пішак · h6 чорний слон · b5 біла тура · a4 чорна тура · e4 чорний король · f4 білий пішак · a3 білий пішак · e3 чорний пішак · f3 білий кінь · g3 біла тура · b2 білий король · c2 чорний кінь · h2 чорна тура · b1 білий слон · c1 білий кінь | h8 білий слон · d7 чорний пішак · f7 білий ферзь · h7 чорний слон · d6 чорний пішак · h6 чорний слон · b5 біла тура · a4 чорна тура · e4 чорний король · f4 білий пішак · a3 білий пішак · e3 чорний пішак · f3 білий кінь · g3 біла тура · b2 білий король · c2 чорний кінь · h2 чорна тура · b1 білий слон · c1 білий кінь | h8 білий слон · d7 чорний пішак · f7 білий ферзь · h7 чорний слон · d6 чорний пішак · h6 чорний слон · b5 біла тура · a4 чорна тура · e4 чорний король · f4 білий пішак · a3 білий пішак · e3 чорний пішак · f3 білий кінь · g3 біла тура · b2 білий король · c2 чорний кінь · h2 чорна тура · b1 білий слон · c1 білий кінь | h8 білий слон · d7 чорний пішак · f7 білий ферзь · h7 чорний слон · d6 чорний пішак · h6 чорний слон · b5 біла тура · a4 чорна тура · e4 чорний король · f4 білий пішак · a3 білий пішак · e3 чорний пішак · f3 білий кінь · g3 біла тура · b2 білий король · c2 чорний кінь · h2 чорна тура · b1 білий слон · c1 білий кінь | h8 білий слон · d7 чорний пішак · f7 білий ферзь · h7 чорний слон · d6 чорний пішак · h6 чорний слон · b5 біла тура · a4 чорна тура · e4 чорний король · f4 білий пішак · a3 білий пішак · e3 чорний пішак · f3 білий кінь · g3 біла тура · b2 білий король · c2 чорний кінь · h2 чорна тура · b1 білий слон · c1 білий кінь | 1 |
|   | a | b | c | d | e | f | g | h |   |

FEN: 7B/3p1Q1b/3p3b/1R6/r3kP2/P3pNR1/1Kn4r/1BN5

1. ... Bxf4 2. Qd5#
1. ... Bf5  2. Qxf5#
1. Be5! ~ 2. Qxh7#
1. ... Bxf4 2. Qxf4#
1. ... Bf5  2. Qd5#
- — - — - — -
1. ... de   2. Rxe5#,   1. ... e2   2. Sd2#
1. ... Bg8 2. Qg6#,    1. ... Bg7 2. Sg5#
1. ... Rh5 2. Bxc2#,   1. ... Rb4+ 2. Rxb4#
В ілюзорній грі є два тематичних ходи чорного слона, які повторюються і дійсній грі. В ілюзорній грі на перший хід чорного слона є заготовлений мат без взяття фігури, на другий хід — мат із взяттям. В дійсній грі на ті самі ходи чорного слона виникають мати, причому на перший хід вже із взяттям, а на другий хід без взяття. Пройшло чергування оголошення матів (із взяттям і без взяття) на одні і ті ж ходи чорного слона. 
|   | a | b | c | d | e | f | g | h |   |
| 8 | c8 білий кінь · d8 біла тура · a7 білий ферзь · b7 чорний кінь · d7 чорний ферзь · f6 чорний пішак · b5 білий пішак · d5 білий пішак · f5 чорний кінь · a4 білий пішак · c4 чорний король · f4 білий кінь · b3 біла тура · a2 білий слон · c2 білий пішак · b1 білий король | c8 білий кінь · d8 біла тура · a7 білий ферзь · b7 чорний кінь · d7 чорний ферзь · f6 чорний пішак · b5 білий пішак · d5 білий пішак · f5 чорний кінь · a4 білий пішак · c4 чорний король · f4 білий кінь · b3 біла тура · a2 білий слон · c2 білий пішак · b1 білий король | c8 білий кінь · d8 біла тура · a7 білий ферзь · b7 чорний кінь · d7 чорний ферзь · f6 чорний пішак · b5 білий пішак · d5 білий пішак · f5 чорний кінь · a4 білий пішак · c4 чорний король · f4 білий кінь · b3 біла тура · a2 білий слон · c2 білий пішак · b1 білий король | c8 білий кінь · d8 біла тура · a7 білий ферзь · b7 чорний кінь · d7 чорний ферзь · f6 чорний пішак · b5 білий пішак · d5 білий пішак · f5 чорний кінь · a4 білий пішак · c4 чорний король · f4 білий кінь · b3 біла тура · a2 білий слон · c2 білий пішак · b1 білий король | c8 білий кінь · d8 біла тура · a7 білий ферзь · b7 чорний кінь · d7 чорний ферзь · f6 чорний пішак · b5 білий пішак · d5 білий пішак · f5 чорний кінь · a4 білий пішак · c4 чорний король · f4 білий кінь · b3 біла тура · a2 білий слон · c2 білий пішак · b1 білий король | c8 білий кінь · d8 біла тура · a7 білий ферзь · b7 чорний кінь · d7 чорний ферзь · f6 чорний пішак · b5 білий пішак · d5 білий пішак · f5 чорний кінь · a4 білий пішак · c4 чорний король · f4 білий кінь · b3 біла тура · a2 білий слон · c2 білий пішак · b1 білий король | c8 білий кінь · d8 біла тура · a7 білий ферзь · b7 чорний кінь · d7 чорний ферзь · f6 чорний пішак · b5 білий пішак · d5 білий пішак · f5 чорний кінь · a4 білий пішак · c4 чорний король · f4 білий кінь · b3 біла тура · a2 білий слон · c2 білий пішак · b1 білий король | c8 білий кінь · d8 біла тура · a7 білий ферзь · b7 чорний кінь · d7 чорний ферзь · f6 чорний пішак · b5 білий пішак · d5 білий пішак · f5 чорний кінь · a4 білий пішак · c4 чорний король · f4 білий кінь · b3 біла тура · a2 білий слон · c2 білий пішак · b1 білий король | 8 |
| 7 | c8 білий кінь · d8 біла тура · a7 білий ферзь · b7 чорний кінь · d7 чорний ферзь · f6 чорний пішак · b5 білий пішак · d5 білий пішак · f5 чорний кінь · a4 білий пішак · c4 чорний король · f4 білий кінь · b3 біла тура · a2 білий слон · c2 білий пішак · b1 білий король | c8 білий кінь · d8 біла тура · a7 білий ферзь · b7 чорний кінь · d7 чорний ферзь · f6 чорний пішак · b5 білий пішак · d5 білий пішак · f5 чорний кінь · a4 білий пішак · c4 чорний король · f4 білий кінь · b3 біла тура · a2 білий слон · c2 білий пішак · b1 білий король | c8 білий кінь · d8 біла тура · a7 білий ферзь · b7 чорний кінь · d7 чорний ферзь · f6 чорний пішак · b5 білий пішак · d5 білий пішак · f5 чорний кінь · a4 білий пішак · c4 чорний король · f4 білий кінь · b3 біла тура · a2 білий слон · c2 білий пішак · b1 білий король | c8 білий кінь · d8 біла тура · a7 білий ферзь · b7 чорний кінь · d7 чорний ферзь · f6 чорний пішак · b5 білий пішак · d5 білий пішак · f5 чорний кінь · a4 білий пішак · c4 чорний король · f4 білий кінь · b3 біла тура · a2 білий слон · c2 білий пішак · b1 білий король | c8 білий кінь · d8 біла тура · a7 білий ферзь · b7 чорний кінь · d7 чорний ферзь · f6 чорний пішак · b5 білий пішак · d5 білий пішак · f5 чорний кінь · a4 білий пішак · c4 чорний король · f4 білий кінь · b3 біла тура · a2 білий слон · c2 білий пішак · b1 білий король | c8 білий кінь · d8 біла тура · a7 білий ферзь · b7 чорний кінь · d7 чорний ферзь · f6 чорний пішак · b5 білий пішак · d5 білий пішак · f5 чорний кінь · a4 білий пішак · c4 чорний король · f4 білий кінь · b3 біла тура · a2 білий слон · c2 білий пішак · b1 білий король | c8 білий кінь · d8 біла тура · a7 білий ферзь · b7 чорний кінь · d7 чорний ферзь · f6 чорний пішак · b5 білий пішак · d5 білий пішак · f5 чорний кінь · a4 білий пішак · c4 чорний король · f4 білий кінь · b3 біла тура · a2 білий слон · c2 білий пішак · b1 білий король | c8 білий кінь · d8 біла тура · a7 білий ферзь · b7 чорний кінь · d7 чорний ферзь · f6 чорний пішак · b5 білий пішак · d5 білий пішак · f5 чорний кінь · a4 білий пішак · c4 чорний король · f4 білий кінь · b3 біла тура · a2 білий слон · c2 білий пішак · b1 білий король | 7 |
| 6 | c8 білий кінь · d8 біла тура · a7 білий ферзь · b7 чорний кінь · d7 чорний ферзь · f6 чорний пішак · b5 білий пішак · d5 білий пішак · f5 чорний кінь · a4 білий пішак · c4 чорний король · f4 білий кінь · b3 біла тура · a2 білий слон · c2 білий пішак · b1 білий король | c8 білий кінь · d8 біла тура · a7 білий ферзь · b7 чорний кінь · d7 чорний ферзь · f6 чорний пішак · b5 білий пішак · d5 білий пішак · f5 чорний кінь · a4 білий пішак · c4 чорний король · f4 білий кінь · b3 біла тура · a2 білий слон · c2 білий пішак · b1 білий король | c8 білий кінь · d8 біла тура · a7 білий ферзь · b7 чорний кінь · d7 чорний ферзь · f6 чорний пішак · b5 білий пішак · d5 білий пішак · f5 чорний кінь · a4 білий пішак · c4 чорний король · f4 білий кінь · b3 біла тура · a2 білий слон · c2 білий пішак · b1 білий король | c8 білий кінь · d8 біла тура · a7 білий ферзь · b7 чорний кінь · d7 чорний ферзь · f6 чорний пішак · b5 білий пішак · d5 білий пішак · f5 чорний кінь · a4 білий пішак · c4 чорний король · f4 білий кінь · b3 біла тура · a2 білий слон · c2 білий пішак · b1 білий король | c8 білий кінь · d8 біла тура · a7 білий ферзь · b7 чорний кінь · d7 чорний ферзь · f6 чорний пішак · b5 білий пішак · d5 білий пішак · f5 чорний кінь · a4 білий пішак · c4 чорний король · f4 білий кінь · b3 біла тура · a2 білий слон · c2 білий пішак · b1 білий король | c8 білий кінь · d8 біла тура · a7 білий ферзь · b7 чорний кінь · d7 чорний ферзь · f6 чорний пішак · b5 білий пішак · d5 білий пішак · f5 чорний кінь · a4 білий пішак · c4 чорний король · f4 білий кінь · b3 біла тура · a2 білий слон · c2 білий пішак · b1 білий король | c8 білий кінь · d8 біла тура · a7 білий ферзь · b7 чорний кінь · d7 чорний ферзь · f6 чорний пішак · b5 білий пішак · d5 білий пішак · f5 чорний кінь · a4 білий пішак · c4 чорний король · f4 білий кінь · b3 біла тура · a2 білий слон · c2 білий пішак · b1 білий король | c8 білий кінь · d8 біла тура · a7 білий ферзь · b7 чорний кінь · d7 чорний ферзь · f6 чорний пішак · b5 білий пішак · d5 білий пішак · f5 чорний кінь · a4 білий пішак · c4 чорний король · f4 білий кінь · b3 біла тура · a2 білий слон · c2 білий пішак · b1 білий король | 6 |
| 5 | c8 білий кінь · d8 біла тура · a7 білий ферзь · b7 чорний кінь · d7 чорний ферзь · f6 чорний пішак · b5 білий пішак · d5 білий пішак · f5 чорний кінь · a4 білий пішак · c4 чорний король · f4 білий кінь · b3 біла тура · a2 білий слон · c2 білий пішак · b1 білий король | c8 білий кінь · d8 біла тура · a7 білий ферзь · b7 чорний кінь · d7 чорний ферзь · f6 чорний пішак · b5 білий пішак · d5 білий пішак · f5 чорний кінь · a4 білий пішак · c4 чорний король · f4 білий кінь · b3 біла тура · a2 білий слон · c2 білий пішак · b1 білий король | c8 білий кінь · d8 біла тура · a7 білий ферзь · b7 чорний кінь · d7 чорний ферзь · f6 чорний пішак · b5 білий пішак · d5 білий пішак · f5 чорний кінь · a4 білий пішак · c4 чорний король · f4 білий кінь · b3 біла тура · a2 білий слон · c2 білий пішак · b1 білий король | c8 білий кінь · d8 біла тура · a7 білий ферзь · b7 чорний кінь · d7 чорний ферзь · f6 чорний пішак · b5 білий пішак · d5 білий пішак · f5 чорний кінь · a4 білий пішак · c4 чорний король · f4 білий кінь · b3 біла тура · a2 білий слон · c2 білий пішак · b1 білий король | c8 білий кінь · d8 біла тура · a7 білий ферзь · b7 чорний кінь · d7 чорний ферзь · f6 чорний пішак · b5 білий пішак · d5 білий пішак · f5 чорний кінь · a4 білий пішак · c4 чорний король · f4 білий кінь · b3 біла тура · a2 білий слон · c2 білий пішак · b1 білий король | c8 білий кінь · d8 біла тура · a7 білий ферзь · b7 чорний кінь · d7 чорний ферзь · f6 чорний пішак · b5 білий пішак · d5 білий пішак · f5 чорний кінь · a4 білий пішак · c4 чорний король · f4 білий кінь · b3 біла тура · a2 білий слон · c2 білий пішак · b1 білий король | c8 білий кінь · d8 біла тура · a7 білий ферзь · b7 чорний кінь · d7 чорний ферзь · f6 чорний пішак · b5 білий пішак · d5 білий пішак · f5 чорний кінь · a4 білий пішак · c4 чорний король · f4 білий кінь · b3 біла тура · a2 білий слон · c2 білий пішак · b1 білий король | c8 білий кінь · d8 біла тура · a7 білий ферзь · b7 чорний кінь · d7 чорний ферзь · f6 чорний пішак · b5 білий пішак · d5 білий пішак · f5 чорний кінь · a4 білий пішак · c4 чорний король · f4 білий кінь · b3 біла тура · a2 білий слон · c2 білий пішак · b1 білий король | 5 |
| 4 | c8 білий кінь · d8 біла тура · a7 білий ферзь · b7 чорний кінь · d7 чорний ферзь · f6 чорний пішак · b5 білий пішак · d5 білий пішак · f5 чорний кінь · a4 білий пішак · c4 чорний король · f4 білий кінь · b3 біла тура · a2 білий слон · c2 білий пішак · b1 білий король | c8 білий кінь · d8 біла тура · a7 білий ферзь · b7 чорний кінь · d7 чорний ферзь · f6 чорний пішак · b5 білий пішак · d5 білий пішак · f5 чорний кінь · a4 білий пішак · c4 чорний король · f4 білий кінь · b3 біла тура · a2 білий слон · c2 білий пішак · b1 білий король | c8 білий кінь · d8 біла тура · a7 білий ферзь · b7 чорний кінь · d7 чорний ферзь · f6 чорний пішак · b5 білий пішак · d5 білий пішак · f5 чорний кінь · a4 білий пішак · c4 чорний король · f4 білий кінь · b3 біла тура · a2 білий слон · c2 білий пішак · b1 білий король | c8 білий кінь · d8 біла тура · a7 білий ферзь · b7 чорний кінь · d7 чорний ферзь · f6 чорний пішак · b5 білий пішак · d5 білий пішак · f5 чорний кінь · a4 білий пішак · c4 чорний король · f4 білий кінь · b3 біла тура · a2 білий слон · c2 білий пішак · b1 білий король | c8 білий кінь · d8 біла тура · a7 білий ферзь · b7 чорний кінь · d7 чорний ферзь · f6 чорний пішак · b5 білий пішак · d5 білий пішак · f5 чорний кінь · a4 білий пішак · c4 чорний король · f4 білий кінь · b3 біла тура · a2 білий слон · c2 білий пішак · b1 білий король | c8 білий кінь · d8 біла тура · a7 білий ферзь · b7 чорний кінь · d7 чорний ферзь · f6 чорний пішак · b5 білий пішак · d5 білий пішак · f5 чорний кінь · a4 білий пішак · c4 чорний король · f4 білий кінь · b3 біла тура · a2 білий слон · c2 білий пішак · b1 білий король | c8 білий кінь · d8 біла тура · a7 білий ферзь · b7 чорний кінь · d7 чорний ферзь · f6 чорний пішак · b5 білий пішак · d5 білий пішак · f5 чорний кінь · a4 білий пішак · c4 чорний король · f4 білий кінь · b3 біла тура · a2 білий слон · c2 білий пішак · b1 білий король | c8 білий кінь · d8 біла тура · a7 білий ферзь · b7 чорний кінь · d7 чорний ферзь · f6 чорний пішак · b5 білий пішак · d5 білий пішак · f5 чорний кінь · a4 білий пішак · c4 чорний король · f4 білий кінь · b3 біла тура · a2 білий слон · c2 білий пішак · b1 білий король | 4 |
| 3 | c8 білий кінь · d8 біла тура · a7 білий ферзь · b7 чорний кінь · d7 чорний ферзь · f6 чорний пішак · b5 білий пішак · d5 білий пішак · f5 чорний кінь · a4 білий пішак · c4 чорний король · f4 білий кінь · b3 біла тура · a2 білий слон · c2 білий пішак · b1 білий король | c8 білий кінь · d8 біла тура · a7 білий ферзь · b7 чорний кінь · d7 чорний ферзь · f6 чорний пішак · b5 білий пішак · d5 білий пішак · f5 чорний кінь · a4 білий пішак · c4 чорний король · f4 білий кінь · b3 біла тура · a2 білий слон · c2 білий пішак · b1 білий король | c8 білий кінь · d8 біла тура · a7 білий ферзь · b7 чорний кінь · d7 чорний ферзь · f6 чорний пішак · b5 білий пішак · d5 білий пішак · f5 чорний кінь · a4 білий пішак · c4 чорний король · f4 білий кінь · b3 біла тура · a2 білий слон · c2 білий пішак · b1 білий король | c8 білий кінь · d8 біла тура · a7 білий ферзь · b7 чорний кінь · d7 чорний ферзь · f6 чорний пішак · b5 білий пішак · d5 білий пішак · f5 чорний кінь · a4 білий пішак · c4 чорний король · f4 білий кінь · b3 біла тура · a2 білий слон · c2 білий пішак · b1 білий король | c8 білий кінь · d8 біла тура · a7 білий ферзь · b7 чорний кінь · d7 чорний ферзь · f6 чорний пішак · b5 білий пішак · d5 білий пішак · f5 чорний кінь · a4 білий пішак · c4 чорний король · f4 білий кінь · b3 біла тура · a2 білий слон · c2 білий пішак · b1 білий король | c8 білий кінь · d8 біла тура · a7 білий ферзь · b7 чорний кінь · d7 чорний ферзь · f6 чорний пішак · b5 білий пішак · d5 білий пішак · f5 чорний кінь · a4 білий пішак · c4 чорний король · f4 білий кінь · b3 біла тура · a2 білий слон · c2 білий пішак · b1 білий король | c8 білий кінь · d8 біла тура · a7 білий ферзь · b7 чорний кінь · d7 чорний ферзь · f6 чорний пішак · b5 білий пішак · d5 білий пішак · f5 чорний кінь · a4 білий пішак · c4 чорний король · f4 білий кінь · b3 біла тура · a2 білий слон · c2 білий пішак · b1 білий король | c8 білий кінь · d8 біла тура · a7 білий ферзь · b7 чорний кінь · d7 чорний ферзь · f6 чорний пішак · b5 білий пішак · d5 білий пішак · f5 чорний кінь · a4 білий пішак · c4 чорний король · f4 білий кінь · b3 біла тура · a2 білий слон · c2 білий пішак · b1 білий король | 3 |
| 2 | c8 білий кінь · d8 біла тура · a7 білий ферзь · b7 чорний кінь · d7 чорний ферзь · f6 чорний пішак · b5 білий пішак · d5 білий пішак · f5 чорний кінь · a4 білий пішак · c4 чорний король · f4 білий кінь · b3 біла тура · a2 білий слон · c2 білий пішак · b1 білий король | c8 білий кінь · d8 біла тура · a7 білий ферзь · b7 чорний кінь · d7 чорний ферзь · f6 чорний пішак · b5 білий пішак · d5 білий пішак · f5 чорний кінь · a4 білий пішак · c4 чорний король · f4 білий кінь · b3 біла тура · a2 білий слон · c2 білий пішак · b1 білий король | c8 білий кінь · d8 біла тура · a7 білий ферзь · b7 чорний кінь · d7 чорний ферзь · f6 чорний пішак · b5 білий пішак · d5 білий пішак · f5 чорний кінь · a4 білий пішак · c4 чорний король · f4 білий кінь · b3 біла тура · a2 білий слон · c2 білий пішак · b1 білий король | c8 білий кінь · d8 біла тура · a7 білий ферзь · b7 чорний кінь · d7 чорний ферзь · f6 чорний пішак · b5 білий пішак · d5 білий пішак · f5 чорний кінь · a4 білий пішак · c4 чорний король · f4 білий кінь · b3 біла тура · a2 білий слон · c2 білий пішак · b1 білий король | c8 білий кінь · d8 біла тура · a7 білий ферзь · b7 чорний кінь · d7 чорний ферзь · f6 чорний пішак · b5 білий пішак · d5 білий пішак · f5 чорний кінь · a4 білий пішак · c4 чорний король · f4 білий кінь · b3 біла тура · a2 білий слон · c2 білий пішак · b1 білий король | c8 білий кінь · d8 біла тура · a7 білий ферзь · b7 чорний кінь · d7 чорний ферзь · f6 чорний пішак · b5 білий пішак · d5 білий пішак · f5 чорний кінь · a4 білий пішак · c4 чорний король · f4 білий кінь · b3 біла тура · a2 білий слон · c2 білий пішак · b1 білий король | c8 білий кінь · d8 біла тура · a7 білий ферзь · b7 чорний кінь · d7 чорний ферзь · f6 чорний пішак · b5 білий пішак · d5 білий пішак · f5 чорний кінь · a4 білий пішак · c4 чорний король · f4 білий кінь · b3 біла тура · a2 білий слон · c2 білий пішак · b1 білий король | c8 білий кінь · d8 біла тура · a7 білий ферзь · b7 чорний кінь · d7 чорний ферзь · f6 чорний пішак · b5 білий пішак · d5 білий пішак · f5 чорний кінь · a4 білий пішак · c4 чорний король · f4 білий кінь · b3 біла тура · a2 білий слон · c2 білий пішак · b1 білий король | 2 |
| 1 | c8 білий кінь · d8 біла тура · a7 білий ферзь · b7 чорний кінь · d7 чорний ферзь · f6 чорний пішак · b5 білий пішак · d5 білий пішак · f5 чорний кінь · a4 білий пішак · c4 чорний король · f4 білий кінь · b3 біла тура · a2 білий слон · c2 білий пішак · b1 білий король | c8 білий кінь · d8 біла тура · a7 білий ферзь · b7 чорний кінь · d7 чорний ферзь · f6 чорний пішак · b5 білий пішак · d5 білий пішак · f5 чорний кінь · a4 білий пішак · c4 чорний король · f4 білий кінь · b3 біла тура · a2 білий слон · c2 білий пішак · b1 білий король | c8 білий кінь · d8 біла тура · a7 білий ферзь · b7 чорний кінь · d7 чорний ферзь · f6 чорний пішак · b5 білий пішак · d5 білий пішак · f5 чорний кінь · a4 білий пішак · c4 чорний король · f4 білий кінь · b3 біла тура · a2 білий слон · c2 білий пішак · b1 білий король | c8 білий кінь · d8 біла тура · a7 білий ферзь · b7 чорний кінь · d7 чорний ферзь · f6 чорний пішак · b5 білий пішак · d5 білий пішак · f5 чорний кінь · a4 білий пішак · c4 чорний король · f4 білий кінь · b3 біла тура · a2 білий слон · c2 білий пішак · b1 білий король | c8 білий кінь · d8 біла тура · a7 білий ферзь · b7 чорний кінь · d7 чорний ферзь · f6 чорний пішак · b5 білий пішак · d5 білий пішак · f5 чорний кінь · a4 білий пішак · c4 чорний король · f4 білий кінь · b3 біла тура · a2 білий слон · c2 білий пішак · b1 білий король | c8 білий кінь · d8 біла тура · a7 білий ферзь · b7 чорний кінь · d7 чорний ферзь · f6 чорний пішак · b5 білий пішак · d5 білий пішак · f5 чорний кінь · a4 білий пішак · c4 чорний король · f4 білий кінь · b3 біла тура · a2 білий слон · c2 білий пішак · b1 білий король | c8 білий кінь · d8 біла тура · a7 білий ферзь · b7 чорний кінь · d7 чорний ферзь · f6 чорний пішак · b5 білий пішак · d5 білий пішак · f5 чорний кінь · a4 білий пішак · c4 чорний король · f4 білий кінь · b3 біла тура · a2 білий слон · c2 білий пішак · b1 білий король | c8 білий кінь · d8 біла тура · a7 білий ферзь · b7 чорний кінь · d7 чорний ферзь · f6 чорний пішак · b5 білий пішак · d5 білий пішак · f5 чорний кінь · a4 білий пішак · c4 чорний король · f4 білий кінь · b3 біла тура · a2 білий слон · c2 білий пішак · b1 білий король | 1 |
|   | a | b | c | d | e | f | g | h |   |

FEN: 2NR4/Qn1q4/5p2/1P1P1n2/P1k2N2/1R6/B1P5/1K6

1. Se2? ~ 2. Rb2#
1. ... Sc5 2. Sb6#
1. ... Sd4 2. Qxd4#
- — - — - — -
1. ... Kxd5 2. Re3#
1. ... Dxb5 2. Rxb5#
1. Sd3! ~ 2. Ra3#
1. ... Sc5 2. Qxc5#
1. ... Sd4 2. Sb6#
- — - — - — -
1. ... Kxd5 2. Rb4#
1. ... Qxb5 2. Sb2#
В хибній грі і в дійсному рішенні є тематичні попарно одинакові ходи коня, на які проходить в хибній грі і в дійсному рішенні чергування оголошення матів із взяттям і без взяття. В додаткові грі хибного сліду і дійсного рішення задачі пройшла проста переміна матів.